# Max Koegel
Otto Max Koegel (Füssen, 16 ottobre 1895 – Schwabach, 27 giugno 1946) è stato un militare e criminale di guerra tedesco nazista, che servì come comandante nel campo di concentramento di Lichtenburg, nel campo di concentramento di Ravensbrück, nel campo di concentramento di Majdanek e nel campo di concentramento di Flossenbürg.

## Biografia

### Primi anni
Max Koegel è nato il 16 ottobre 1895 a Füssen, nel Regno di Baviera. Era il quarto figlio di un carpentiere che lavorava in una fabbrica di mobili locale. Poco prima del suo sesto compleanno, la madre di Koegel morì per complicazioni inerenti al parto. Nel 1907 rimase orfano anche del padre e Max fu mandato a vivere con una famiglia in una fattoria nelle vicinanze della casa dove viveva precedentemente. Dovette lasciare la scuola, per cominciare la sua formazione come pastore. In seguito lavorò pure come guida alpina.
Quando scoppiò la prima guerra mondiale, Koegel aderì volontariamente al primo plotone fanteria di Baviera. Servì nelle forze armate fino al 12 gennaio 1919 dove raggiunse il grado di caporale. Fu ferito tre volte, in particolare durante la Battaglia di Verdun, e ricevette di conseguenza la Croce di Ferro di seconda classe.
Dopo la guerra, Koegel, una volta tornato in Baviera, lavorò come impiegato doganale a Garmisch-Partenkirchen. Nel 1920 lasciò il servizio militare ed aprì un negozio di souvenir. Tuttavia, quattro anni più tardi ha presentato istanza di fallimento dopo essere stato accusato di frode, per il quale ha ricevuto una sospensione condizionale della licenza. Ha continuato a viaggiare per lavoro in Svizzera ed Austria, prima di tornare a Füssen, dove ha ottenuto un posto di lavoro nella vecchia fabbrica di mobili di suo padre. In quel periodo, si unì al Völkischer Bund e Bund Oberland, entrambe organizzazioni di estrema destra ed anti semite. Nel 1929 gli morì il figlio di appena 8 anni, a causa del morbillo e 10 anni dopo il suo matrimonio fallì con un divorzio. Il 2 maggio 1932 Max Koegel si iscrisse alla NSDAP (tess. 1179781) e un mese più tardi divenne un membro delle SS (tess. 37.644).

### Servizio nelle SS
Nel 1937 Koegel divenne aiutante nel campo di concentramento di Dachau, e successivamente comandante. Dal 1938 al 1942 fu il primo Direktor (amministratore delegato) e poi comandante del campo di lavoro femminile di Lichtenburg. Dopo avere ricevuto il grado di Sturmbannführer (Maggiore) delle SS, fu nominato comandante a Ravensbrück. Nel 1942 divenne comandante del Campo di concentramento di Majdanek e responsabile dell'installazione delle camere a gas in questo campo. Dal 1943 al 1945 fu comandante del campo di concentramento di Flossenbürg.

### Arresto e morte
Dopo la guerra Koegel si dette alla fuga e non fu arrestato fino al 26 giugno 1946 a Schwabach, una cittadina nei pressi di Norimberga. Si tolse la vita tramite impiccagione, nella sua cella, il giorno dopo, il 27 giugno 1946.